# Mabel's Busy Day
Mabel's Busy Day és un curtmetratge mut de la Keystone del gènere slapstick protagonitzat per Mabel Normand juntament amb Charles Chaplin i Chester Conklin. No hi ha unanimitat sobre qui va dirigir-lo podent ser Mabel Normand, Mack Sennett o fins i tot Chaplin. Estrenat el 13 de juny de 1914, es va filmar al mateix temps que el llargmetratge Tillie’s Punctured Romance i va servir a Chaplin per experimentar situacions que explotaria en el llargmetratge.

## Argument
Mabel és una venedora ambulant de hot-dogs que després de subornar un policia amb un entrepà aconsegueix de colar-se entre als assistents a una cursa de cotxes. Un cop dins tothom s'aprofita d'ella i només aconsegueix que li prenguin els entrepans. Charlie és un personatge amb un caràcter cerca-raons que després de barallar-se amb un policia aconsegueix entrar a l'espectacle. Mabel deixa desatesa per un moment la seva caixa de hot-dogs i Charlie, en trobar-la, regala tots els entrepans a la gent que li va demanant. En descobrir-ho, Mabel avisa la policia i es produeix una gran baralla caòtica que acaba amb Mabel desesperada i Charlie intentant consolar-la.

## Repartiment
- Charles Chaplin (cercabregues)
- Mabel Normand (venedora de hotdogs)
- Chester Conklin (policia a la tanca)
- Slim Summerville (policia alt)
- Billie Bennett (espectadora)
- Harry McCoy (lladre de salsitxes)
- Al St. John (policia)
- Edgar Kennedy] (client abusador)
- Charles Avery (policia petit a l'entrada)
- Charley Chase (client)
- Mack Sennett (client)
- Henry Lehrman (espectador)
- Wallace MacDonald (espectador)
- Bill Hauber (espectador)
- Glen Cavender (espectador)
- Alice Howell (espectadora)